# Todesfall Daniel S.
Der Todesfall Daniel S. ist ein Tötungsdelikt, das sich im März 2013 in der niedersächsischen Gemeinde Weyhe ereignete. Daniel S. wurde in der Nacht zum 10. März 2013 vor dem Bahnhof im Ortsteil Kirchweyhe Opfer eines gewalttätigen Angriffs und starb vier Tage danach in einem Krankenhaus im benachbarten Bremen an den Folgen.
Der Vorfall erregte überregionales Aufsehen, nachdem die ethnische Herkunft der Tatverdächtigen von der Bild-Zeitung thematisiert und von Rechtsextremisten für ausländerfeindliche Propaganda genutzt worden war.
Am 26. Februar 2014 wurde Cihan A. der Körperverletzung mit Todesfolge schuldig befunden und zu fünf Jahren und neun Monaten Jugendhaft verurteilt.

## Tatablauf
Der 25-jährige Lackierer Daniel S. war in der Nacht zum 10. März 2013 zusammen mit Freunden zunächst in einer Großdiskothek in Wildeshausen zu Gast. Anschließend wollte die Gruppe noch eine andere Diskothek in dem etwa 40 Kilometer entfernten Weyhe besuchen. Für die Fahrt mietete sie einen Bus. Aus Kostengründen wurden über Facebook Mitfahrer gesucht und auch gefunden. Auf der Fahrt kam es zu einem heftigen Streit mit zwei türkischstämmigen Mitfahrern. Es ist nach Feststellung des Landgerichts Verden nicht ausgeschlossen, dass im Bus ausländerfeindliche Sprüche fielen und sich der später verurteilte Täter dadurch provoziert fühlte. Beide streitenden Gruppen orderten, so das Urteil, per Mobiltelefon „Verstärkung“ zur Endhaltestelle. Daniel S. versuchte, zunächst erfolgreich, zu vermitteln und die beiden gegnerischen Gruppen im Bus zu beruhigen. 
Als der Bus das Ziel am Bahnhof des Weyher Ortsteils Kirchweyhe erreichte, hatte sich dort bereits eine Gruppe von Freunden der Mitfahrer versammelt. S. stieg nach dem verurteilten Täter als Nächster aus dem Bus und wurde dann (nach der späteren Feststellung des Gerichts wahrscheinlich zufällig) angegriffen, indem ihm der verurteilte Täter in den Rücken trat, so dass er gegen den Bus prallte und zu Boden stürzte. Mehrere Männer schlugen und traten anschließend auf ihn ein, wobei er lebensgefährlich verletzt wurde. Er erlag vier Tage später seinen schweren Kopfverletzungen. Nach der Tat wurden fünf Tatverdächtige festgenommen. Gegen einen bereits durch frühere Gewalttaten polizeibekannten zwanzigjährigen Tatverdächtigen wurde Haftbefehl erlassen.

## Reaktionen und Instrumentalisierungen
In der Pressemitteilung der Polizei sowie in ersten Berichten der regionalen Presse wurde die Ethnizität der mutmaßlichen Täter nicht thematisiert. Am 11. März 2013 bezeichnete die Regionalausgabe der „Bild“-Zeitung in ihrer ersten Berichterstattung die „Schlägerbande“ als „Südländer“ und berichtete folgend am 14. März 2013, der Hauptverdächtige sei „Türke“. Tatsächlich handelt es sich bei dem Täter um einen in Deutschland geborenen und in Weyhe sozialisierten Heranwachsenden mit türkeistämmigem Migrationshintergrund. Die Behauptung der Boulevardzeitung wurde in Blogs und Internetforen insbesondere der rechtspopulistischen, islamfeindlichen und rechtsextremen Szene aufgegriffen. Es kam zu Hetzparolen bis hin zu Aufrufen zur Lynchjustiz, der Vorfall wurde zu rassistischer Propaganda instrumentalisiert.
In mehreren Städten Niedersachsens, so in Verden an der Aller und in Hannover, kam es zu kleineren Aufmärschen von Neonazis und anderen rechtsextremen Gruppen. In Hannover fand in diesem Zusammenhang eine Gegendemonstration statt. In Weyhe fanden am 16. und 23. März 2013 zwei Mahnwachen statt, an denen jeweils bis zu 1500 Menschen teilnahmen. Der Bürgermeister der Gemeinde, Frank Lemmermann (SPD), warb dabei für „ein buntes, nicht braunes Weyhe“ und positionierte sich gegen eine Instrumentalisierung des Falls durch „Rechts“. Im Zusammenhang mit den Mahnwachen gingen bei der Weyher Gemeindeverwaltung eine Vielzahl beleidigender und rechtsextremer E-Mails und Drohbriefe ein. Parallel zu den Mahnwachen demonstrierten in Weyhe auch überwiegend auswärtige Anhänger der Partei Die Rechte. Deren Mitgründer Christian Worch versuchte nach Angaben des NDR noch Ende März vergeblich, Weyhe als Anlaufpunkt für die rechtsextreme Szene zu etablieren. Auch Akif Pirinçcis Versuch der Vereinnahmung durch einen Beitrag mit dem Titel Das Schlachten hat begonnen im Weblog Die Achse des Guten führte zu vielfachem Widerspruch. Mit Sitzblockaden protestierten im Mai 2013 rund 500 Menschen gegen den Aufmarsch von circa 40 Neonazis im Ort.
Niedersachsens Innenminister Boris Pistorius besuchte gemeinsam mit der niedersächsischen Verfassungsschutzpräsidentin Maren Brandenburger zwei Wochen nach der Tat die Gemeinde und sprach der Familie des Getöteten sein Mitgefühl aus. Auch er verurteilte gleichzeitig eine Instrumentalisierung durch rechtsextreme Gruppen.
In den Medien wurde über den Vorfall regional und überregional berichtet.

## Prozess
Am 8. August 2013 wurde von der 3. Großen Jugendstrafkammer des Landgerichts Verden die Anklage gegen einen der Tatverdächtigen – zunächst wegen Mordes, später wegen Körperverletzung mit Todesfolge – zugelassen. Nach einer verbalen Auseinandersetzung mit dem späteren Opfer habe er Daniel S., der an der Auseinandersetzung nicht beteiligt gewesen sei und den Streit nur habe schlichten wollen, „aus vollem Lauf heraus wie ein Kickboxer getreten“. 
Die Hauptverhandlung begann am 10. September 2013. Die Mutter von Daniel S. und zwei seiner Brüder waren als Nebenkläger anwesend. Bis zum 19. Dezember 2013 waren zunächst 20 Verhandlungstermine angesetzt, die Beweisaufnahme konnte aber erst Ende Januar 2014 abgeschlossen werden. Insgesamt befragte das Gericht 60 Zeugen. Der Vorsitzende Richter gab in einer Erörterung des Verfahrensstandes am 29. Januar 2014 bekannt, dass dem Angeklagten sehr wahrscheinlich keine Tötungsabsicht nachgewiesen werden könne. Aus diesem Grund sei eine Verurteilung wegen Körperverletzung mit Todesfolge wahrscheinlich. Die zuständige Mitarbeiterin der Jugendgerichtshilfe empfahl dem Gericht, beim Angeklagten das Jugendstrafrecht anzuwenden. Am 5. Februar beantragte die Staatsanwaltschaft eine Jugendstrafe von sechs Jahren für den Angeklagten. Die Verteidigung forderte seinen Freispruch. Mit Urteil vom 26. Februar 2014 wurde Cihan A. der Körperverletzung mit Todesfolge schuldig befunden und zu fünf Jahren und neun Monaten Jugendhaft verurteilt.
Laut Urteil ist zwar unklar, ob A. mit seinen Tritten den Tod verursacht habe, denn offenbar hätten auch andere, unbekannte Personen auf S. eingetreten. Dennoch sei die Tat wegen „gemeinschaftlicher Begehungsweise ihm zuzurechnen“. Der Vorsitzende Richter nannte die Tat „völlig sinnlos und unbegreiflich“, doch sei die öffentliche Diskussion „zum Teil völlig aus dem Ruder gelaufen“. „Einer der wesentlichen Vorzüge unserer Zivilisation und unseres Rechtsstaats“ sei es, dass Urteile nicht aufgrund von Emotionen und Mutmaßungen gefällt würden, sondern nach den strengen Regeln des persönlichen Schuldnachweises.
Im Oktober beantragten die Rechtsanwälte des Verurteilten gegen das Urteil Revision beim Bundesgerichtshof. Nach Auffassung der Verteidiger war der zuständige Richter im Laufe des Verfahrens Drohungen vonseiten der rechten Szene ausgesetzt gewesen. Hätte die Strafverteidigung hierüber Kenntnis gehabt, hätte man sich für eine andere Verteidigungsstrategie entschieden. Hierdurch sei das Recht ihres Mandanten auf ein faires, rechtsstaatliches Verfahren verletzt und das Urteil „kontaminiert“ worden. Am 15. Dezember 2014 teilte das Amtsgericht Verden mit, dass der BGH die Revision verworfen habe. Das Urteil ist somit rechtskräftig.